# Formel E 2018/2019
Formel E 2018/2019 är den femte säsongen av formelbilsmästerskapet Formel E. Den första tävlingen kommer att köras i Ad Diriyah den 15 december 2018 och den sista kommer att köras i New York den 14 juli 2019.

## Nyheter
Denna säsong introducerar flera nyheter och förändringar:
- En ny generation bilar (Gen2) som har dubbelt så mycket energikapacitet jämfört med första generationen, vilket innebär att förarna inte behöver byta bil under pågående tävling.
- Varvsbegränsningen har tagits bort och ersatts med en tidsbegränsning på 45 minuter plus ett varv.
- Förarna kan få tillgång till 225kW kraft istället för 200kW under pågående lopp genom att passera en aktiveringszon. Varje förarare måste aktivera denna extra kraft två gånger i racet. Att aktivera den extra kraften görs genom att köra en omväg som är ca 3s långsammare än den snabbaste vägen. Den extra kraften räcker i 4 minuter. Förarna får aktivera kraften bakom Safety car.
- Tittarna röstar på sin favorit, och de fem första får 30 sekunder av extra kraft. (225kW?)
- Den extra kraften, i de 2x boost och Publikens röst, ingår i den totala mängden energi som finns i batteriet. (Total mängd energi i batteriet?)
- 11 team och 22 förare kommer att delta i årets säsong i och med att HWA ställer upp för första gången.[2]

## Tävlingskalender
|    | ePrix                                     | Land         | Bana                                              | Datum            |
| -- | ----------------------------------------- | ------------ | ------------------------------------------------- | ---------------- |
| 1  | Ad Diriyah E-Prix                         | Saudiarabien | Ad Diriyah Circuit                                | 15 december 2018 |
| 2  | Marrakesh E-Prix                          | Marocko      | Circuit International Automobile Moulay El Hassan | 12 januari 2019  |
| 3  | 2019 Antofagasta Minerals Santiago E-Prix | Chile        | Parque O'Higgins                                  | 26 januari 2019  |
| 4  | 2019 Mexico City E-Prix                   | Mexiko       | Autodromo Hermanos Rodriguez                      | 16 februari 2019 |
| 5  | Hong Kong E-Prix                          | Hong Kong    | Hong Kong Central Harbourfront Circuit            | 10 mars 2019     |
| 6  | Sanya E-Prix                              | Kina         |                                                   | 23 mars 2019     |
| 7  | 2019 Rome E-Prix                          | Italien      | Circuto Cittadino dell’EUR                        | 13 april 2019    |
| 8  | 2019 Qatar Airways Paris E-Prix           | Frankrike    | Circuit des Invalides                             | 27 april 2019    |
| 9  | Monaco E-Prix                             | Monaco       |                                                   | 11 maj 2019      |
| 10 | 2019 Berlin E-Prix                        | Tyskland     | Flughafen Tempelhof                               | 25 maj 2019      |
| 11 | 2019 Zurich E-Prix                        | Schweiz      | Zurich Street Circuit                             | 9 juni 2019      |
| 12 | 2019 New York City E-Prix                 | USA          | Brooklyn Circuit                                  | 13 juli 2019     |
| 13 | 2019 New York City E-Prix                 | USA          | Brooklyn Circuit                                  | 14 juli 2019     |